# Ligne de Bicske à Székesfehérvár
La Ligne Bicske – Székesfehérvár ou ligne 6 est une ligne de chemin de fer de Hongrie. Elle relie Bicske par la Gare de Bicske à Székesfehérvár par la Gare de Székesfehérvár. Elle dessert l'Ouest du pays, notamment la ville de Lovasberény.